# Roman (Bulgaria)
Roman (in bulgaro Роман?) è un comune bulgaro situato nella regione di Vraca di 7 439 abitanti (dati 2009). La sede comunale è nella località omonima.

## Località
Il comune è formato dall'insieme delle seguenti località:
- Roman (sede comunale)
- Dolna Bešovica
- Hubavene
- Kameno pole
- Karaš
- Kunino
- Kurnovo
- Markovo ravnište
- Radovene
- Sin'o bărdo
- Sredni răt
- Stojanovci
- Strupec